# 周嘉儀
周嘉儀（英語：Venus Chow Ka-yee，1982年8月3日—），前無綫電視首席新聞主播，現為華盛證券市場部總監。

## 簡歷
周嘉儀早年在新界葵青區石籬成長，就讀於石籬天主教小學（1994年小六）及保祿六世書院（1994年至2001年；中一至中七），她中學畢業後入讀香港浸會大學傳理學院廣播新聞系，後於2004年大學畢業。期間於2003年7月（大學二年級時）加入無綫新聞任職實習記者，其後留任港聞組記者一年。2005年，適逢無綫電視開設銀河衛視新聞台（無綫網絡電視新聞台/無綫互動新聞台前身），需要大量年青主播，周嘉儀被選中，經過約兩個月的訓練後，從此踏上主播之路。同年5月起，周嘉儀兼任翡翠台《新聞提要》主播，其後亦有擔任《香港早晨》（於2007年4月2日起）、《午間新聞》及《晚間新聞》主播。她是繼趙海珠和林燕玲後，第三位無綫新聞台主播同時擔任《香港早晨》、《午間新聞》、《新聞提要》、《晚間新聞》及《六點半新聞報道》的主播。
2010年5月3日，周嘉儀與盤翠瑩分別交替主持《香港早晨》，同日起升任《六點半新聞報道》主播，而後來張文采及鄭萃雯亦加入主持《香港早晨》。除了主播職務，周嘉儀亦經常負責逢星期五的晚間新聞《周五搜記》環節的採訪工作。
2011年12月27日，周嘉儀首次主持《2011國際大事回顧》，及接替離職的原屬主持人郭詠琴。
2012年12月30日，周嘉儀改為主持《2012香港大事回顧》，拍檔為吳璟儁，及接替原屬的主持人方東昇和離職的方健儀。
2013年3月，周嘉儀被調離《六點半新聞報道》及強制休假兩星期，至25日休假完畢、返回工作崗位，繼續主持《香港早晨》。同年5月，由於周嘉儀和許方輝的緋聞曝光，周嘉儀被終止平日逢星期一至五的《六點半新聞報道》主播職務，由鄭萃雯、羅若安及張文采接替。同月18日，周嘉儀被調往主持星期六、日的《六點半新聞報道》。及至同年7月，周嘉儀恢復正常的工作，不過不再亮相於《六點半新聞報道》。
在人生導師李燦榮的鼓勵下，周嘉儀於2013年入讀由香港城市大學和美國加州大學伯克利分校合辦的行政人員工商管理碩士，但當時因她並沒有停薪留職，所以她只是修讀遙距課程。於2014年8月畢業，請假親身到三藩市出席畢業典禮，領取畢業證書。
2015年3月25日，周嘉儀最後一次主持《香港早晨》，她在節目尾聲向觀眾道別：「今朝係我最後一次喺《香港早晨》同大家見面啦，多謝過去咁多年嚟嘅支持，祝你哋以後每朝都有個美好嘅早晨，再見！〈今朝是我最後一次在《香港早晨》和大家見面了，多謝過去這麼多年來的支持，祝你們以後每朝都有個美好的早晨，再見！〉」，之後與主播同事兼好朋友陳聞賢在鏡頭前握手，而《香港早晨》的崗位並由張文采接替，3月27日正式離開無綫新聞。
2015年4月1日，周嘉儀首日在興業證券市場拓展部工作；同日，她在豚王拉麵店（中環店）出席一個名為小母牛「山區王慈善義賣」拉麵試食會的活動，是她轉職後的首次公開活動。
2015年度擔任「微笑企業」和「微笑員工」的評審，並頒獎予港澳地區多個於微笑服務表現優異的企業及員工。
2018年9月5日，與朱慧珊、梁思浩、吳雲甫及前無綫新聞主播之一黃紫盈等人出席大埔工業邨亞洲電視總台全新資訊節目《香港追擊搜》的宣傳活動。

## 電視節目
- 2015年：《Google Play Game Week》7月26日嘉賓（與藝人周家怡玩「多啦A夢道具大暴走」線上遊戲）
- 2016年：ViuTV《巨門陣》評審
- 2018年：奇妙電視 《喜出望外—餐桌 商機》主持
- 2018年：亞洲電視 《香港追擊搜》主持

## 軼聞
2010年7月14日，《東周刊》第359期以《最索新聞女郎 周嘉儀溝金融才俊搬豪宅》為標題，講及「現年廿七歲的無綫女主播周嘉儀……最近溝掂金融才俊做新男友，生活環境便忽然幾級跳，由原先入住葵涌公屋〈葵盛東邨〉，搬到荃灣豪宅〈爵悅庭‧南爵軒〉自住，每日放工更有男友出動靚車專程接送，靚女果然有辦法。」

### 與許方輝關係
2013年3月13日，《蘋果日報》報道周嘉儀和已婚的許方輝發生緋聞，指出二人於3月9日被無綫新聞及資訊部總監袁志偉問話，其後一同被調離《六點半新聞報道》主持的職務，並且休假兩週。3月14日，《壹周刊》臺1201期以《新聞女神失貞 周嘉儀搭上已婚許方輝》為封面標題，講及兩人被無綫新聞及資訊部總監袁志偉停職及即時勒令即時休假兩週，又講及周嘉儀「也曾被傳媒踢爆專嗒有錢仔，出入以價值60萬（白色）Benz CLK代步。2010年，她被拍得有金融界才俊揸靚車接收工，被指有男友包食包住（豪宅）。」又有提及，於同年2月27日晚上7時半，許方輝下班10分鐘後，周嘉儀躍上許方輝的灰色福士座駕，一同駛離電視城，向龍翔道一處僻靜、經常有男女車震的地方進發，期間被偷拍到兩人在車廂內親暱。兩人在山邊調情約15分鐘後，許方輝驅車駛往落荃灣路德圍，兩人一同步行至一間小店購買燒賣。其後，周嘉儀先離開，等候攜帶外賣食品的許方輝一同上車，然後駛往女方位於荃灣爵悅庭的寓所。2月28日晚上7時半，完成《六點半新聞報道》工作的周嘉儀高速駕車駛回荃灣，同一時間，當日為度過例行假期的許方輝亦到達爵悅庭，然而進入女方的車廂，一同進入寓所停車場。許方輝於女方的寓所逗留了1小時許，於晚上10時返回馬鞍山寓所。
2013年3月18日，《東方新地》第797期以標題《屋邨妹變臉新聞女神，搭上已婚許方輝，好勝周嘉儀為情自毀》為封面標題。

2013年3月21日，《FACE周刊》第304期刊載：
有同事卻踢爆她原來是正宗貪錢港女，05年入行時因為樣貌標青而被花哥重用，她竟有一套拜金宣言，據她同事透露：「周嘉儀嗰時四圍同同事講：『我一定要出鏡㗎，唔係做嚟做咩？』佢仲話：『我目標係搵個月入7萬以上嘅男友！』呢單嘢揚咗之後，個個都想知許方輝幾錢人工。」知情人士又補充：「周嘉儀識唔少有錢佬，成日收到啲名牌手袋㗎！就算佢唔鍾意人哋，都有禮物收！佢又好鬼貪靚，初初佢嫌上鏡時塊面好肥，所以去打瘦面針，睇番啲舊相就知個樣差幾遠。」而周嘉儀拉上關係的已婚男人原來並非只有許方輝，8、 9年前佢做實習記者，識咗依家喺now新聞台嘅編輯主任陳智燊，陳智燊雖然有老婆，但好多人都知，不過好快佢哋就冇咗下文，周嘉儀亦好快同第二個拍拖。
此外，又有圖片標題《新聞姣花》「隨着疑做小三事件曝光，周嘉儀的過去亦被愈挖愈多，女神形象不保！05年加入TVB新聞部即向同事表示一定要上位，一定要出鏡的周嘉儀， 06年坐枱報新聞時面圓圓、眼細細，跟現在相差甚遠，難怪有人報料指她打了瘦面針。」又有標題《攞嚟衰 背妻偷食急辭職 小三周嘉儀累許方輝鬧分居》，講及「而偷食男許方輝受緋聞所累，據知已向新聞部辭職，並且未得到妻子（前亞視主播陳佩琳）原諒，太太更已搬離馬鞍山聽濤雅苑住所暫時分居，色字頭上，真係有把刀㗎！」

### 馬主生涯
由2023年至2024年馬季開始，周嘉儀開始在香港賽馬會成為馬主，擁有名下馬匹「天下寵兒」馬匹烙號J359現時系呂健威馬房訓練。L005

## 外部連結
- Venus Chow 周嘉儀的Facebook專頁
- 周嘉儀的Instagram帳戶